# Jean Vassieux
Pour les articles homonymes, voir Vassieux.
Temple de la renommée français : 2013
Jean Vassieux, né le 31 octobre 1949 à Villard-de-Lans et mort le 29 décembre 2021 à Seyssinet-Pariset, est un attaquant français de hockey sur glace,,.
Il est membre de l'équipe de France, avec laquelle il participe aux championnats du monde 1978 et 1979 (médaille de bronze) et dont il est capitaine de 1976 à 1979.
Il joue pour le club du Villard-de-Lans et est le tout premier joueur à remporter le trophée Albert-Hassler, attribué au meilleur joueur français du championnat de France, lors de la saison 1977-1978.